# Сорочино (Быховский район)
Соро́чино (бел. Сарочына) — деревня в составе Холстовского сельсовета Быховского района Могилёвской области Белоруссии.
До 2013 года входила в состав упразднённого Борколабовского сельсовета.

## Население
- 2010 год — 33 человека

## Известные уроженцы, жители
- Куракина, Валентина Николаевна (1927—1944) — советская партизанка, разведчица.